# Кортено Голџи
Кортено Голџи је насеље у Италији у округу Бреша, региону Ломбардија.
Према процени из 2011. у насељу је живело 462 становника. Насеље се налази на надморској висини од 934 м.

## Становништво
| 1951. | 1961. | 1971. | 1981. | 1991. | 2001. | 2011. |
| ----- | ----- | ----- | ----- | ----- | ----- | ----- |
| 2.619 | 2.450 | 2.333 | 2.185 | 2.100 | 1.992 | 2.015 |